# Boss (serie televisiva 2011)
Boss è una serie televisiva statunitense di genere drammatico e politico, trasmessa dalla rete televisiva Starz dal 21 ottobre 2011 al 19 ottobre 2012.

## Trama
La serie narra le vicende di Tom Kane, sindaco di Chicago e personaggio politico al centro di una rete di potere a cui è stata recentemente diagnosticata una malattia degenerativa neurologica, la demenza da corpi di Lewy. Determinato a continuare la sua carriera politica, Kane decide di nascondere la sua condizione fisica a tutte le persone attorno a lui, con la sola eccezione del suo medico personale, la dottoressa Ella Harris.
La moglie Meredith, il capo dello staff Ezra Stone e l'assistente Kitty O'Neil iniziano a sospettare che qualcosa non va nel sindaco, ma sono troppo rispettosi e riverenti per fare domande o troppo interessati alle proprie ambizioni per notare qualcosa di insolito nel "capo". Solo Emma, la figlia ripudiata, ha la possibilità di conoscere il suo segreto.
Nel frattempo, Kane e il suo team lavorano dietro le quinte per sostenere il tesoriere dello Stato Ben Zajac per diventare il prossimo governatore dell'Illinois.

## Episodi
| Stagione         | Episodi | Prima TV USA | Prima TV Italia |
| ---------------- | ------- | ------------ | --------------- |
| Prima stagione   | 8       | 2011         | 2012-2013       |
| Seconda stagione | 10      | 2012         | 2015            |

## Personaggi e interpreti

### Personaggi principali
- Tom Kane (stagioni 1-2), interpretato da Kelsey Grammer, doppiato da Luca Biagini.
Sindaco di Chicago.
- Meredith Kane (stagioni 1-2), interpretata da Connie Nielsen, doppiata da Alessandra Korompay.
Moglie di Tom Kane.
- Emma Kane (stagioni 1-2), interpretata da Hannah Ware, doppiata da Chiara Colizzi.
Figlia di Tom Kane.
- Ben Zajac (stagioni 1-2), interpretato da Jeff Hephner, doppiato da Francesco Bulckaen.
Tesoriere dello Stato dell'Illinois e candidato a Governatore.
- Kitty O'Neill (stagioni 1-2), interpretata da Kathleen Robertson, doppiata da Eleonora Reti.
Assistente personale del Sindaco.
- Ezra Stone (stagioni 1-2), interpretato da Martin Donovan, doppiato da Saverio Indrio.
Consulente politico del Sindaco.
- Sam Miller (stagioni 1-2), interpretato da Troy Garity, doppiato da Emiliano Reggente.
Giornalista politico che lavora per il The Sentinel.
- Ian Todd (stagione 2), interpretato da Jonathan Groff, doppiato da Marco Vivio.
- Darius (stagioni 1-2), interpretato da Rotimi, doppiato da Gianluca Musiu (stagione 1) e da Andrea Mete (stagione 2).
Spacciatore.
- Trey (stagione 2), interpretato da Tip "T.I." Harris, doppiato da Riccardo Scarafoni.
- Mona Fredricks (stagione 2), interpretata da Sanaa Lathan, doppiata da Laura Romano.

### Personaggi secondari
- McCall "Mac" Cullen (stagioni 1-2), interpretato da Francis Guinan, doppiato da Paolo Marchese.
Governatore dello Stato dell'Illinois.
- Dott.ssa Ella Harris (stagioni 1-2), interpretata Karen Aldridge, doppiata da Monica Bertolotti.
Neurologa di Tom Kane.

## Produzione
Boss è stata ideata da Farhad Safinia e co-prodotta da Category 5 Entertainment, Grammnet Productions e Lionsgate Television. Le riprese hanno avuto luogo tra il 27 aprile ed il 27 luglio del 2011, a Chicago, nell'Illinois.
L'episodio pilota è stato diretto dal regista Gus Van Sant, due volte candidato all'Oscar (con Will Hunting e Milk), che partecipa al progetto anche come produttore esecutivo. Altri tre episodi sono invece diretti da Mario Van Peebles.
La produzione è stata confermata per la realizzazione di una seconda stagione, programmata per il 2012.
Ai Golden Globe 2012 la serie ha ricevuto la nomination come miglior serie drammatica, mentre Kelsey Grammer è stato premiato come miglior attore in una serie drammatica.
Dopo la messa in onda della seconda stagione trasmessa dal 17 agosto al 19 ottobre 2012, la serie è stata cancellata da Starz il 19 novembre a causa dei bassi ascolti.